# Ephippigerida longicauda
Ephippigerida longicauda är en insektsart som först beskrevs av Bolívar, I. 1873.  Ephippigerida longicauda ingår i släktet Ephippigerida och familjen vårtbitare. Inga underarter finns listade i Catalogue of Life.